# Karina Lauridsen
Karina Lauridsen (ur. 11 grudnia 1976 w Esbjergu) – duńska niepełnosprawna pływaczka, złota medalistka paraolimpijska.
Jest zawodniczką klubu Swim Team Esbjerg. Na początku swojej kariery była lekkoatletką. W 2003 roku wystartowała nawet na mistrzostwach Europy, gdzie zdobyła 2 złote medale w pchnięciu kulą i rzucie dyskiem (kategoria F55).
W późniejszym czasie pojawił się u niej talent pływacki i już w 2006 roku na mistrzostwach świata w Durbanie zdobyła 1 złoty i 2 srebrne medale. W 2008 roku na igrzyskach paraolimpijskich zdobyła złoto i brąz.